# Jägerbataillon Wien 1 „Hoch- und Deutschmeister“
Das Jägerbataillon Wien 1 "Hoch- und Deutschmeister" des Österreichischen Bundesheeres ist eines der beiden Miliz-Bataillone der Bundeshauptstadt Wien. Standort des Jägerbataillons Wien 1, derzeit unter dem Kommando von Oberst Stefan Koroknai, ist die Maria-Theresien-Kaserne in Wien-Hietzing. Aufgestellt wurde es 2006 aus Teilen der Jägerbataillone 4 und 6.

## Gliederung
Mit den Hauptaufgaben Schutz und sicherheitspolizeilicher Assistenzeinsatz wurde die Gliederung der strukturierten Milizbataillone entsprechend angepasst: Der schwere Granatwerferzug (sGrW 86) und der Panzerabwehrlenkwaffen-Zug (PAL 2000 BILL) wurden aufgelöst, im Gegenzug wurden die Jägerkompanien von drei auf vier Jägerzüge aufgewertet.

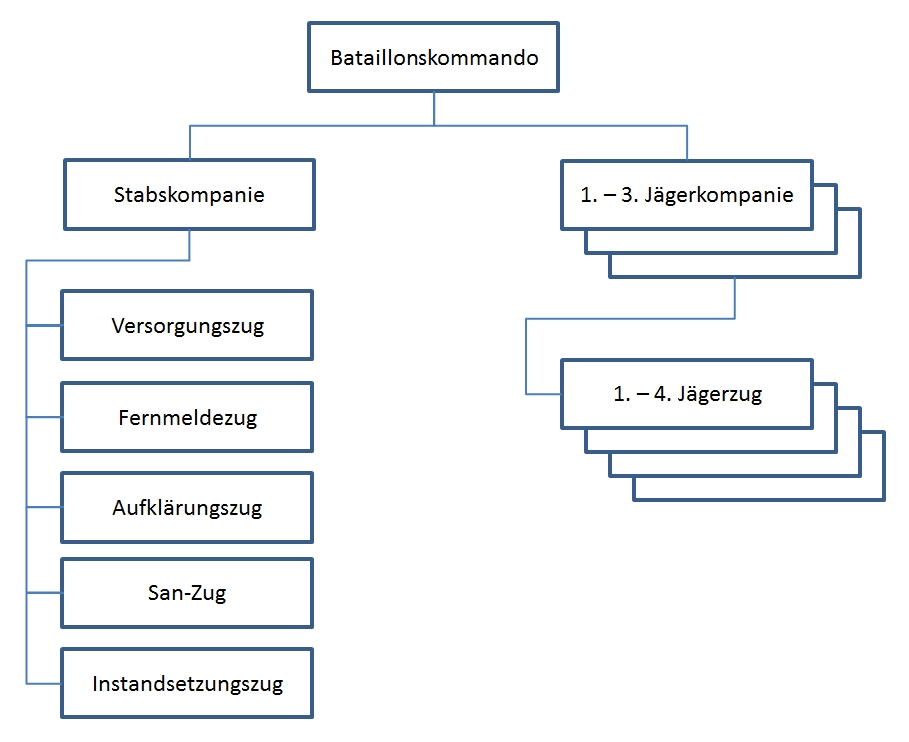
Gliederung des Jägerbataillons Wien 1 „Hoch- und Deutschmeister“, seit Jänner 2016.

## Kommandanten
- 2006: Hauptmann Thomas Mühlegger
- 2007–2016: Oberstleutnant Michael Blaha
- seit 2016: Oberst Stefan Koroknai

## Geschichte

### 1956 bis 2006
Im österreichischen Bundesheer der Zweiten Republik setzte das Feldjägerbataillon 5 die über 300-jährige Tradition der Hoch- und Deutschmeister fort. Nach den Umgliederungen in Jägerbataillon 4, Landwehrstammregiment 21, Jägerregiment 2 und Jägerregiment Wien erfolgte im Jahr 2006 die Auflösung als aktiver Verband.
- 1956–1962: Feldjägerbataillon 5
- 1963–1978: Jägerbataillon 4
- 1979–1994: Landwehrstammregiment 21
- 1994–1999: Jägerregiment 2
- 2000–2006: Jägerregiment Wien

### Seit 2006
Hervorgegangen ist das Jägerbataillon Wien 1 aus den beiden Jägerbataillonen 4 und 6 des ehemaligen Jägerregimentes Wien.
Mit 1. Juli 2006 trat der Erlass mit der Geschäftszahl S92610/3-Org/2006 in Kraft, der die Aufstellung der Milizbataillone regelte. Der damalige Verteidigungsminister Günther Platter betraute Hauptmann Thomas Mühlegger mit der Führung des Bataillons. Ihm folgte 2007 Oberstleutnant Michael Blaha (damals Hauptmann) nach. Im Juni 2016 übernahm sein bisheriger Stellvertreter, Oberst Stefan Koroknai, die Führung.
Seit seiner Aufstellung übte das Bataillon jedes Jahr:
- 2006: Sonderwaffenübung am Führungssimulator in Neulengbach (heutiger Standort Weitra)
- 2007: Formierungsübung am Truppenübungsplatz Seetaler Alpe[5]
- 2008: Sonderwaffenübung
- 2009: Sonderwaffenübung
- 2010: „Outrage“ – Katastrophenhilfe und Schutz nach Erdbeben am Truppenübungsplatz Allentsteig[6]
- 2011: Sonderwaffenübung
- 2012: „Indian Summer“ – Schutz kritischer Infrastruktur am Truppenübungsplatz Allentsteig[7]
- 2013: Sonderwaffenübung
- 2014: „Netzwerk 2014“ – Schutz kritischer Infrastruktur in Wien[8]
- 2015: Sonderwaffenübung
- 2016: „Sommerwetter“ – Ausbildungsübung nach dem neuen Ausbildungsprogramm Normstationen Schutz am Truppenübungsplatz Allentsteig[9]
- 2017: Sonderwaffenübung
- 2018: „Feuerwerk“ – Ausbildungsübung auf dem Truppenübungsplatz Seetaler Alpe.
- 2019: Sonderwaffenübungen
- 2020: COVID-19 – Teilaufbietung, Einsatz Schutz kritischer Infrastruktur, Botschaftsbewachung in Wien
- 2021: COVID-19 Einsatz gemäß gem. § 2 Abs. 1 lit. c WG zur Durchführung der Massentests in der Wiener Stadthalle (Jänner 2021)

Die Soldaten des Jägerbataillons Wien 1, die nahezu ausschließlich dem Milizstand angehören, beherrschen die klassischen Aufgaben eines Jägerbataillons, wie etwa den Angriff, die Verteidigung, den Verzögerungskampf und den Schutz kritischer Infrastruktur.

## Aufgaben
Seit Jänner 2016 unterstützt die Garde das Bataillon in der Ausbildung, die Führung im Einsatzfall obliegt dem Militärkommando Wien.
Die Kernaufgaben des Jägerbataillons Wien 1 „Hoch- und Deutschmeister“ sind:
- sicherheitspolizeiliche Assistenzeinsätze
- Schutz kritischer Infrastruktur
- Katastrophenhilfe

Im Inland sind seine Milizsoldaten beim laufenden Assistenzeinsatz AssE/Mig/hsF an der Südgrenze Österreichs im Einsatz. Auch in den zahlreichen internationalen Friedenseinsätzen des Österreichischen Bundesheeres leisten die Milizsoldaten des Bataillons einen wichtigen Beitrag.

## Zugehörigkeitsabzeichen
Das Zugehörigkeitsabzeichen des Bataillons zeigt das Deutschmeisterkreuz und das Wappen der Stadt Wien. Die Besonderheit ist der weiße Hintergrund, das spitze untere Ende und das Fehlen einer Beschriftung. Dies macht das Abzeichen weithin erkennbar und einzigartig.
Heraldische Beschreibung:
Gotischer Schild, in Silber ein blaues Tatzenkreuz mit einem goldenen Lilienkreuz belegt, in dessen Mitte ein goldener Schild mit einem schwarzen, rechtsblickenden Adler aufgelegt ist. Im rechten oberen Eck eingeschrieben ein schwarzer Schild mit dem goldenen Doppeladler des alten Wiener Stadtwappens, der als Brustschild einen roten Schild mit geradem silbernen Kreuz führt. Abzeichenumrandung: gold

## Waffen und Gerät
Das Jägerbataillon Wien 1 „Hoch- und Deutschmeister“ verfügt über folgende Waffensysteme:
- Panzerabwehrrohr 66/79
- Maschinengewehr 74
- Scharfschützengewehr 69
- Sturmgewehr 77
- Pistole 80

## Partnerverbände
Bei der Ausbildung seiner Soldaten stützt sich das Jägerbataillon Wien 1 bei Bedarf auf seine Partnerverbände: die Wiener Garde und das Militärkommando Wien.

## Partnerschaft
Seit 2012 verbindet das Jägerbataillon Wien 1 eine Partnerschaft mit der HYPO NOE-Gruppe.

## Sonstiges
Auch abseits der dienstlichen Aufgaben sind die Deutschmeister im gesellschaftlichen Leben verankert. So finden jährlich folgende Veranstaltungen statt:
- Neujahrsempfang
- Gedenkmesse in der Wiener Votivkirche
- Deutschmeister-Gala im Heeresgeschichtlichen Museum
- Totengedenken des Deutschmeisterbundes am Deutschmeisterplatz
- gemeinsame Weihnachtsfeier mit den Angehörigen der „Wiener Miliz“

Im Jahr 2013 rief der damalige Bataillonskommandant, Oberstleutnant Michael Blaha, anlässlich des 120-jährigen Jubiläums des musikalischen Deutschmeistermarsches den „Deutschmeistermarsch zu Fuß“ ins Leben. Rund 100 Teilnehmer nehmen alljährlich eine etwa 30 km lange Marschstrecke in Angriff.
Der gesellschaftliche Höhepunkt ist die „Deutschmeister-Gala“. Bei dieser Veranstaltung lassen seit 2013 jedes Jahr mehr als 300 Personen im prunkvollen Ambiente des Heeresgeschichtlichen Museums das Ballgefühl längst vergangener Zeiten aufleben.
2015 wurde das Bataillon als erster Milizverband im Rahmen des „Soldier of the Year“ zum Verband des Jahres nominiert und errang den zweiten Platz.

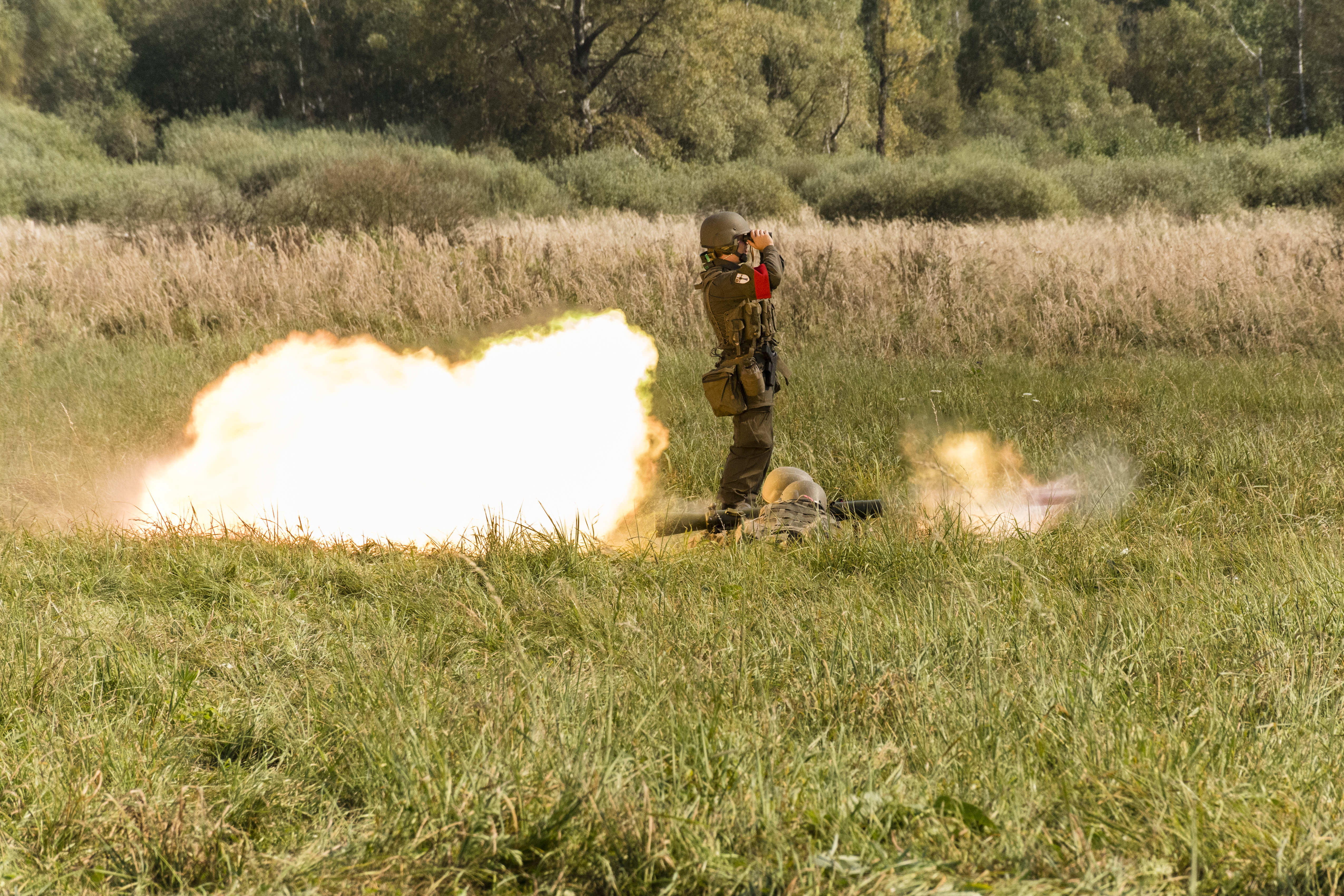
Panzerabwehrrohr 66/79 im scharfen Schuss.
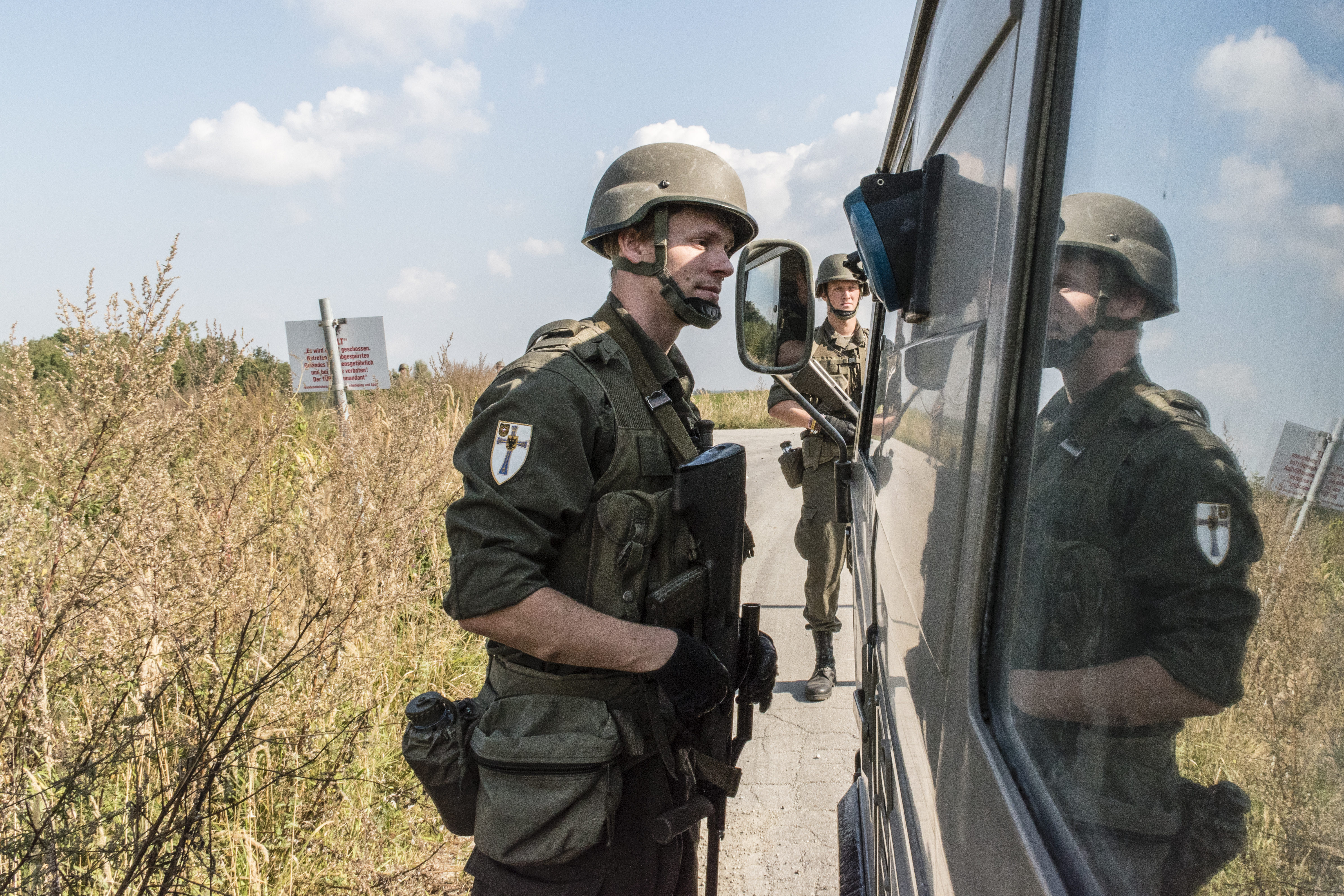
Kontrolle am Check Point.
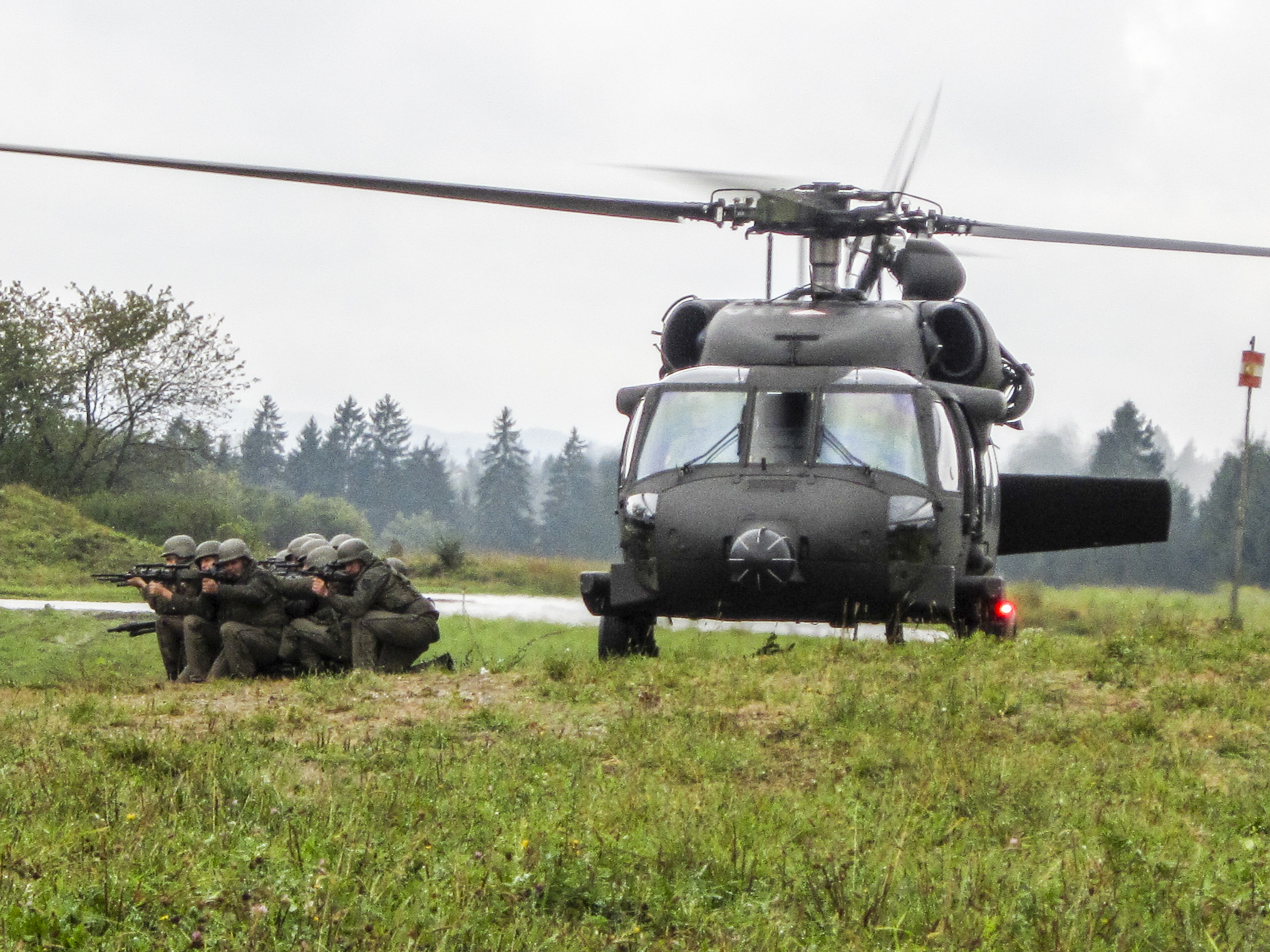
Jägergruppe nach dem Absitzen aus einem Blackhawk.
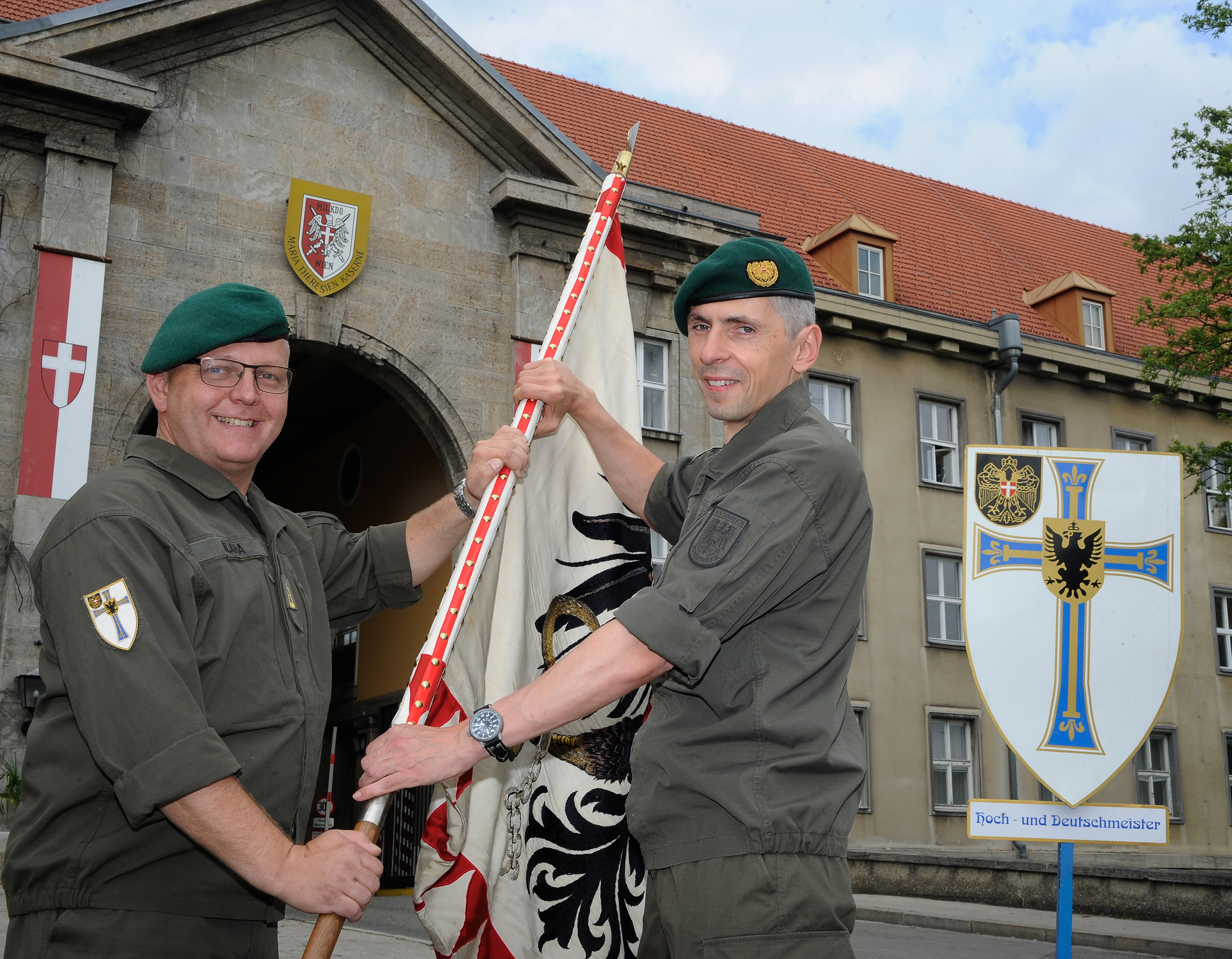
Übergabe der Bataillonsfahne von Oberstleutnant Blaha (l.) an Oberstleutnant Koroknai (r.). Im Hintergrund die Maria Theresien Kaserne.